# Hořice (okres Pelhřimov)
Hořice (německy Horschitz) jsou obec v okrese Pelhřimov v Kraji Vysočina. Žije zde 200 obyvatel. Severně od obce protéká Blažejovický potok, který je levostranným přítokem řeky Želivky.

## Historie
První písemná zmínka o obci pochází z roku 1352.

## Obyvatelstvo
| Rok            | 1869 | 1880 | 1890 | 1900 | 1910 | 1921 | 1930 | 1950 | 1961 | 1970 | 1980 | 1991 | 2001 | 2011 | 2021 |
| -------------- | ---- | ---- | ---- | ---- | ---- | ---- | ---- | ---- | ---- | ---- | ---- | ---- | ---- | ---- | ---- |
| Počet obyvatel | 415  | 408  | 382  | 425  | 436  | 421  | 358  | 255  | 228  | 214  | 215  | 207  | 181  | 165  | 188  |
| Počet domů     | 54   | 57   | 60   | 58   | 60   | 62   | 67   | 69   | 66   | 56   | 62   | 76   | 82   | 84   | 86   |

## Obecní správa a politika
V letech 1869–1921 Hořice byly jako osada obce k Syrovu v okrese Ledeč (1869–1910) a později v okrese Ledeč nad Sázavou. Od roku 1930 jsou obcí v okrese Ledeč nad Sázavou (1930–1950) a později v okrese Pelhřimov.

### Části obce
- Hořice
- Děkančice
- Hroznětice

### Obecní symboly
Dne 25. dubna 2018 bylo schváleno usnesením výboru pro vědu, vzdělání, kulturu, mládež a tělovýchovu udělení znaku a vlajky obce. Znak a vlajka byly obci uděleny rozhodnutím předsedy Poslanecké sněmovny Parlamentu České republiky dne 3. května 2018.

### Politika
V letech 2006–2010 působil jako starosta Ladislav Vejsada, od roku 2010 tuto funkci zastává Alena Přívratská.

## Doprava
Územím obce prochází dálnice D1 s exitem 75 Hořice. Dále tudy vedou silnice III. třídy:
- III/13026 D1 – Vraždovy Lhotice
- III/13027 D1 – Hořice – Dunice
- III/13028 Hroznětice – Děkančice
- III/13035 Senožaty – Hroznětice – D1 – Píšť
- III/13036 část mostu přes Želivku

## Galerie

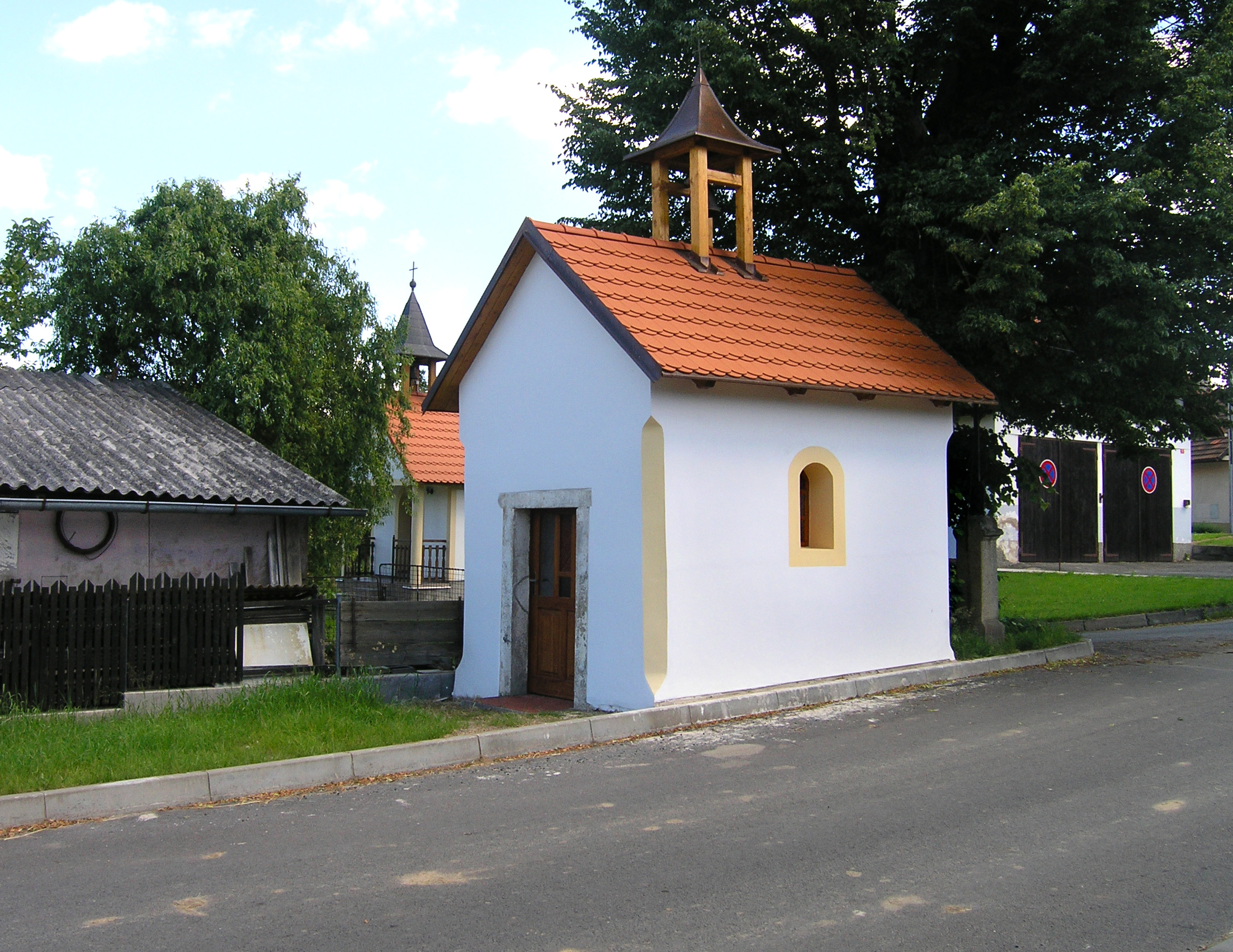
Zvláštnost vesnice: dvě blízké kapličky
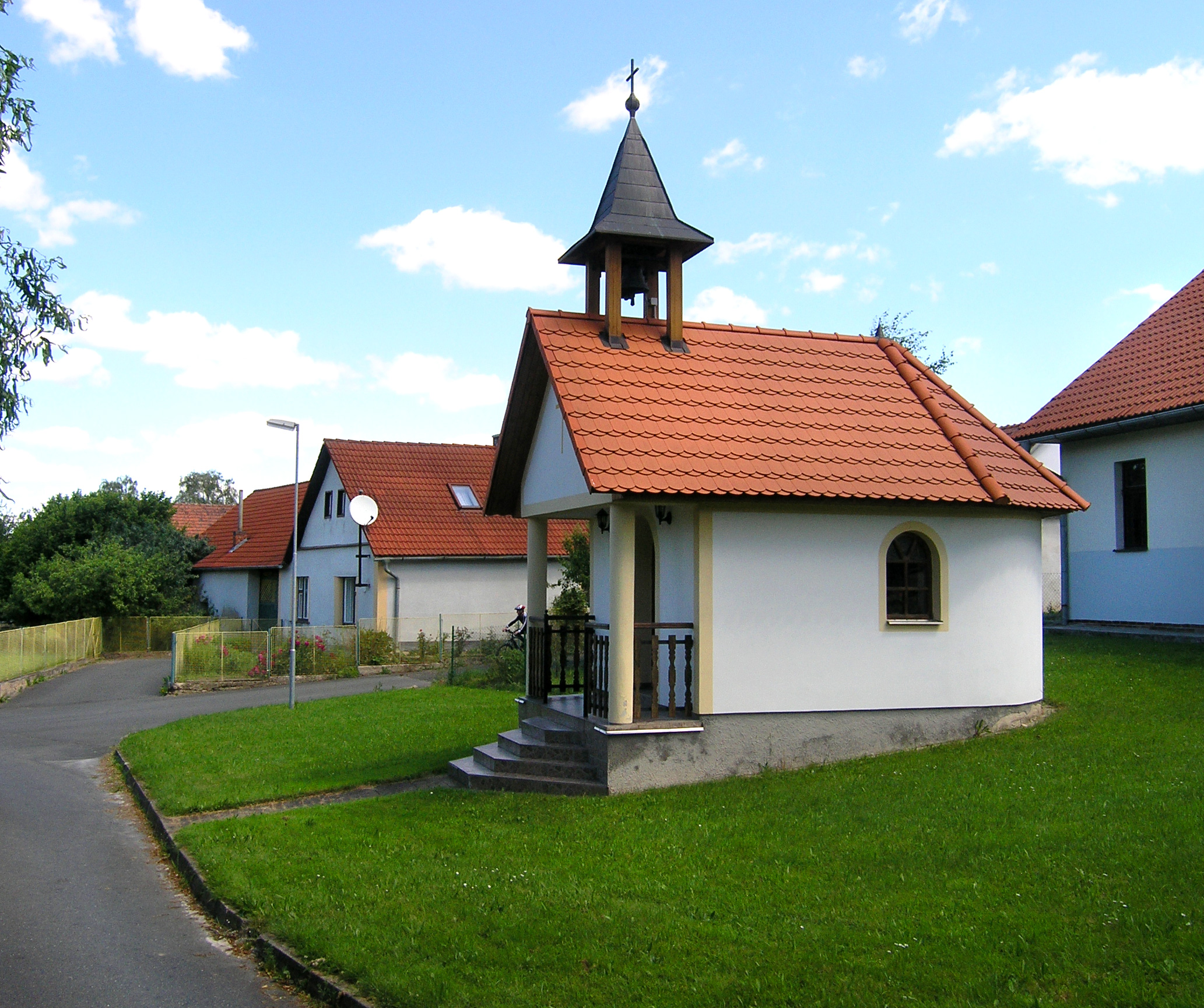
Kaple
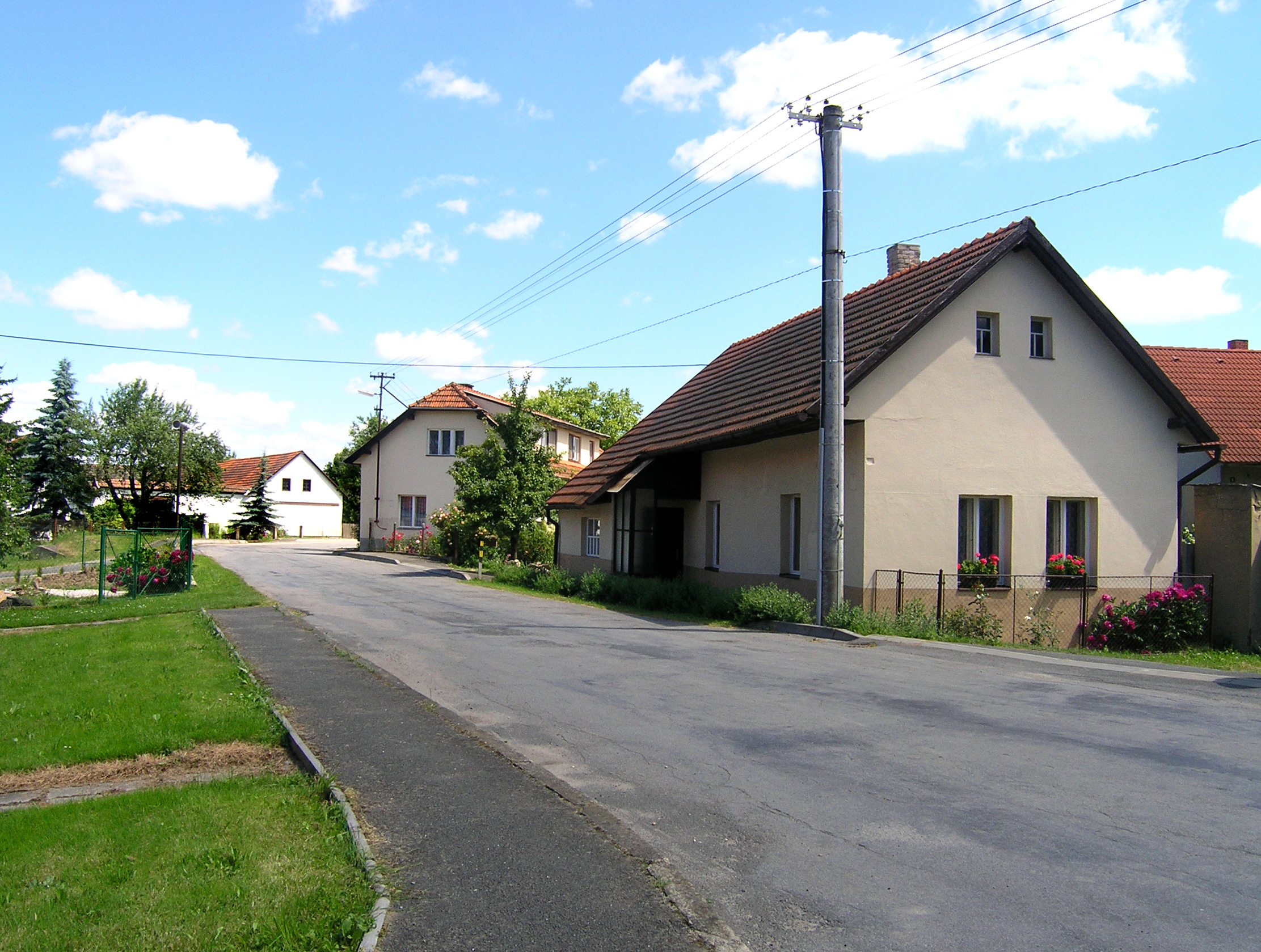
Hlavní silnice
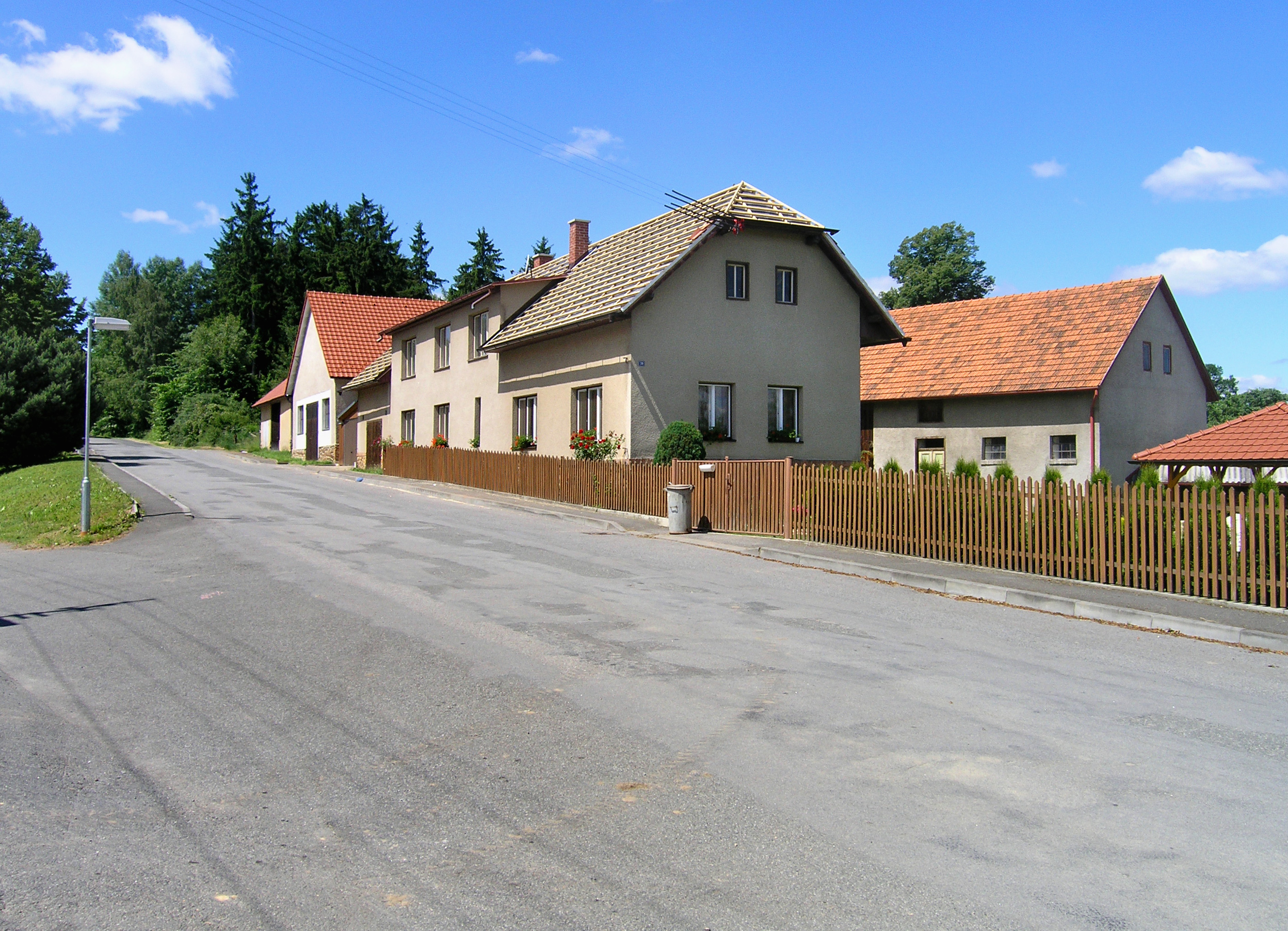
Západní část vesnice
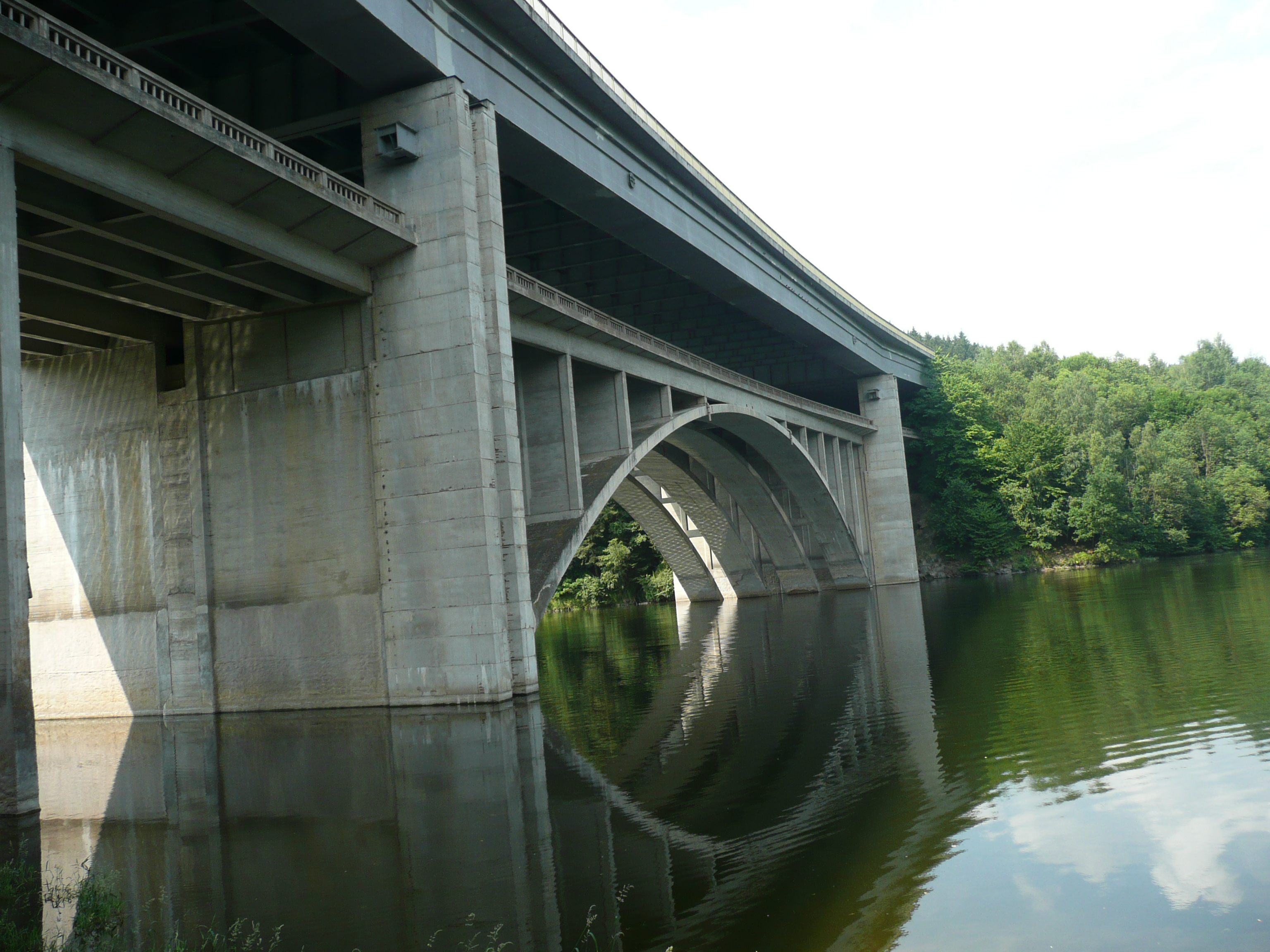
Vojslavický dálniční most